# Франц фон Дитрихщайн
Франц Сераф фон Дитрихщайн (на чешки: František z Ditrichštejna; на немски: Franz Seraph Fürst von Dietrichstein, Cardinal, Bischof von Olmütz; *) е австрийски благородник от род Дитрихщайн, кардинал, епископ на Оломоуц (1599 – 1636) в Моравия, Чехия, от 1624 г. имперски княз.

## Живот
Роден е на 22 август 1570 година в Мадрид, Испания. Той е деветото от 13-те деца на императорския дипломат фрайхер Адам фон Дитрихщайн (1527 – 1590) и съпругата му херцогиня дона Маргарета Фолк де Кардона († 1609), дъщеря на дон Антонио Фолк де Кардона († 1549), вицекрал на Сардиния, и Мария де Реквезанс (* ок. 1500). Брат е на граф Зигмунд фон Дитрихщайн, фрайхер фон Холенбург (1560 – 1602), който е баща на княз Максимилиан фон Дитрихщайн-Николсбург (1596 – 1655).
Франц фон Дитрихщайн следва в университетите във Виена, Прага и Рим. През 1591 г. става каноник в Оломоуц, през 1593 г. във Вроцлав (Бреслау) и Пасау, от 1594 г. е пропст на Лайтмериц, а през 1597 г. е помазан за свещеник. Папа Климент VIII го извиква в Рим, а през 1599 г. в Кардиналската колегия. По желание на императора и папата той е избран на 26 май 1599 г. за епископ на Оломоуц, на 3 май 1599 г. за кардинал. На 16 март 1622 г. е повишен във Виена от император Фердинанд II на имперски княз с право да бъде наследен.
Франц фон Дитрихщайн служи на високи постове на три императора. Още като млад той притежава три десети от цяла Моравия. От 1602 г. той е заместник хауптман на Моравия. През 1607 г. император Рудолф II го прави президент на Тайния съвет. От 1608 до 1611 г. замества императора при преговори с брат му Матиас и го коронова (1611) за крал на Бохемия. През 1617 г. коронова и Фердинанд II. Със свои средства той дарява няколко манастира.
Франц фон Дитрихщайн умира на 19 септември 1636 г. в Бърно, Хабсбургска империя (днес в Чехия), на 66-годишна възраст. Погребан е в катедралата на Оломоуц (1661). Наследник на множеството му имоти и на титлата княз става племенникът му Максимилиан фон Дитрихщайн.
Неговата библиотека в дворец Микулов (Николсбург) е открадната от шведите през 1645 г.

## Галерия
- Герб на род Дитрихщайн
- Резиденцията на Франц фон Дитрихщайн в Бърно, Моравия (днес музей)